# Patrik Boden
Patrik Boden (Suecia, 30 de junio de 1967) es un atleta sueco retirado especializado en la prueba de lanzamiento de jabalina, en la que ha conseguido ser medallista de bronce europeo en 1990.

## Carrera deportiva
En el Campeonato Europeo de Atletismo de 1990 ganó la medalla de bronce en el lanzamiento de jabalina, llegando hasta los 82.66 metros, siendo superado por el británico Steve Backley y el soviético Viktor Zaytsev (plata con 83.30 m).